# Astou Ndour
Astou Barro Ndour-Fall  (Dakar, Senegal, 22 de agosto de 1994) es una jugadora de baloncesto española que se desempeña en la posición de pívot. Nacida en Senegal, obtuvo la nacionalidad española por carta de naturaleza en 2011. Es internacional por España, con la que ha sido campeona de Europa en 2019 y medalla de plata en los Juegos Olímpicos de Río de Janeiro en 2016. Ha obtenido el título de la WNBA en 2021, con los phoenix suns. En 2024 volvió a Gran Canaria, su primer equipo profesional.
Astou Ndour nació en Dakar, Senegal, el 8 de agosto de 1994. Sus padres habían sido jugadores de baloncesto. Fue una destacada jugadora de baloncesto en su colegio en Dakar. En 2008, cuando tenía 14 años, Ndour-Fall se trasladó a Gran Canaria, Islas Canarias, donde fue adoptada por el que fuera seleccionador español femenino de baloncesto, Domingo Díaz y su esposa, Begoña Santana, también entrenadora. En Gran Canaria, siguió jugando al baloncesto en el equipo de su colegio.

Al llegar a España, se incorporó a la cantera del Gran Canaria. En 2009, disputó el Campeonato de España Juvenil. Se nacionalizó española en 2011 y participó en el Campeonato Mundial Femenino Sub-19 de la FIBA de ese año, en el que España obtuvo la medalla de plata y donde Ndour tuvo un promedio cercano a un doble-doble.

## Trayectoria
| Club                       | Liga          | País           | Año       |
| -------------------------- | ------------- | -------------- | --------- |
| Gran Canaria               | Liga Femenina | España         | 2011-14   |
| San Antonio Stars          | WNBA          | Estados Unidos | 2014      |
| Fenerbahçe Istanbul        | TBL           | Turquía        | 2014-15   |
| Perfumerías Avenida        | Liga Femenina | España         | 2015-16   |
| San Antonio Stars          | WNBA          | Estados Unidos | 2016      |
| Virtus Eirene Ragusa       | Serie A1      | Italia         | 2016-2018 |
| Chicago Sky                | WNBA          | Estados Unidos | 2018-2022 |
| Famila Basket Schio        | Serie A1      | Italia         | 2022-2023 |
| Connecticut Sun            | WNBA          | Estados Unidos | 2024-     |
| Gran Canaria               | Liga Femenina | España         | 2024-     |
| Panteras de Aguascalientes | LNBPF         | México         | 2025-     |

## Estadísticas Europa
| Temporada | Equipo               | Liga     | PJ | MPP  | PPP  | RPP  | APP |
| --------- | -------------------- | -------- | -- | ---- | ---- | ---- | --- |
| 2010-11   | Gran Canaria         | Eurocup  | 5  | 5,0  | 1,8  | 2,2  | 0,0 |
| 2011-12   | Gran Canaria         | Eurocup  | 10 | 34,4 | 16,1 | 10,9 | 0,2 |
| 2014-15   | Fenerbahçe Istanbul  | Euroliga | 14 | 18,4 | 9,6  | 5,7  | 0,2 |
| 2015-16   | Perfumerías Avenida  | Euroliga | 14 | 29,1 | 11,3 | 8,1  | 0,5 |
| 2016-17   | Virtus Eirene Ragusa | Eurocup  | 10 | 30,1 | 14,7 | 8,0  | 0,6 |

(Leyenda: PJ= Partidos jugados; MPP= Minutos por partido; PPP= Puntos por partido; RPP= Rebotes por partido; APP= Asistencias por partido)

## Palmarés
- WNBA (1): 2021
- Liga Femenina (1): 2015/16
- Copa Turca (1): 2015
- Copa del Presidente de Turquía (1): 2014

### Selección española

#### Absoluta
- Eurobasket 2015 ( Hungría– Rumania)
- Juegos Olímpicos de 2016 ( Río de Janeiro)
- Mundial 2018 ( España) – Equipo ideal
- Eurobasket 2019 ( Serbia– Letonia) – MVP

#### Categorías inferiores
- Mundial U19 2011 ( Chile) – Equipo ideal
- Europeo U18 2011 ( Rumania)
- Europeo U20 2013 ( Turquía) – MVP
- Europeo U20 2014 ( Italia) – Equipo ideal